# Paweł Kowal

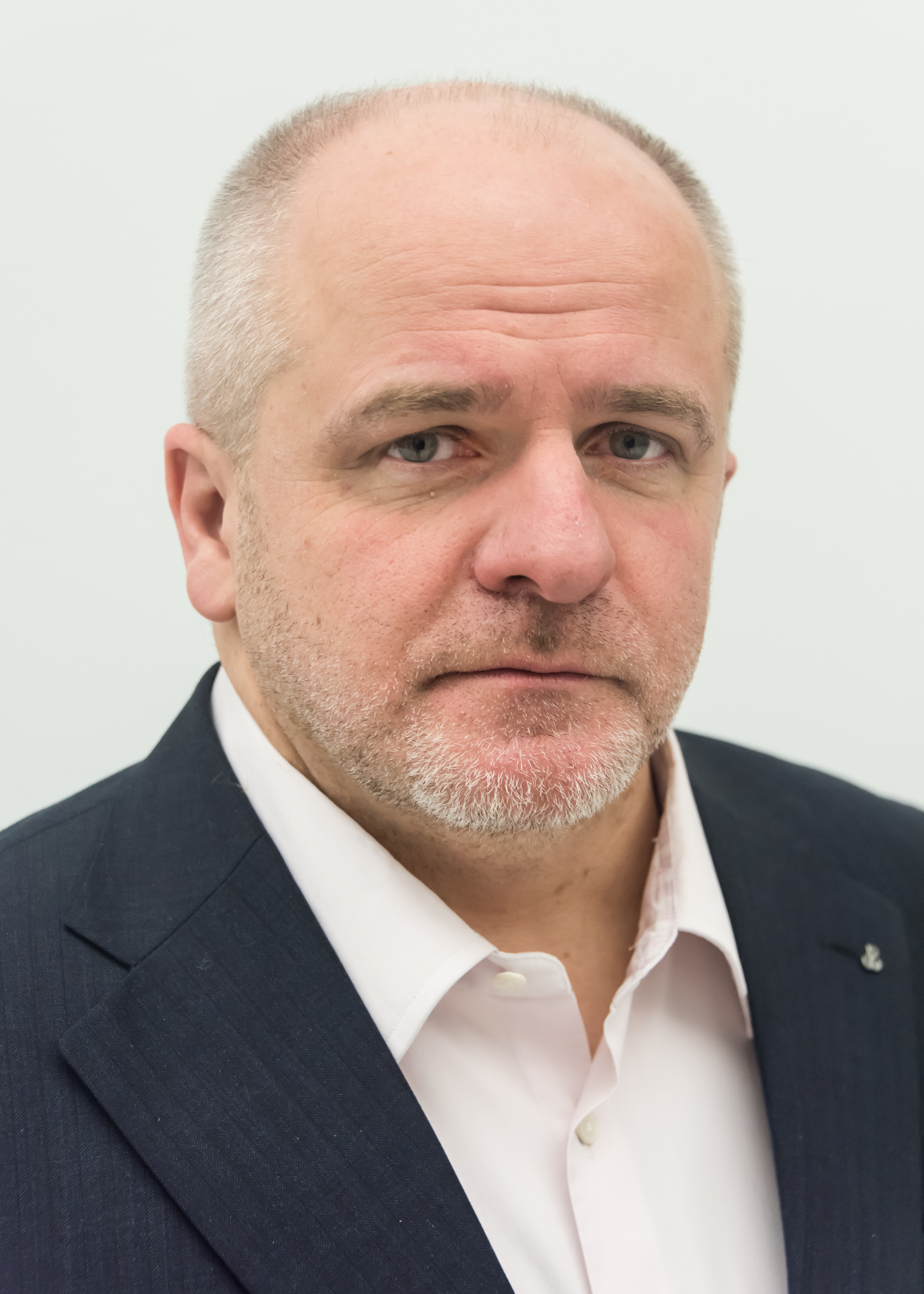
Paweł Robert Kowal (2022)

Paweł Robert Kowal (* 22. Juli 1975 in Rzeszów) ist ein polnischer Politiker (PiS, PJN, PR). Er von 2005 bis 2009 und ist erneut seit 2019  Abgeordneter des Sejm in der V., VI., IX. und X. Wahlperiode. Zwischenzeitlich war er von 2009 bis 2014 Mitglied des Europäischen Parlaments. Zudem war er von 2006 bis 2007 Staatssekretär im Außenministerium. 

## Leben und Beruf
Kowal ist Absolvent des I. Allgemeinbildenden Lyzeums Stanisław Konarski in Rzeszów. 1999 beendete er das Studium der Geschichtswissenschaften an der Universität Warschau. In den Jahren 1996 bis 1998 studierte er unter der Leitung von Prof. Krystyna Kersten im Collegium Invisibile in Warschau. Er machte Studienreisen nach Jakutien, Burjatien und Chakassien. Nach 1999 war er Assistent im Institut für Politische Studien der Polska Akademia Nauk (Polnische Akademie der Wissenschaften).
Er war im Jugendrat von Rzeszów aktiv, unter anderem als Vorsitzender. In den Jahren 1996 bis 1998 leitete er den Jagielloński Club und war auch im Zentrum Mirosław Dzielski in Krakau. Von 1997 bis 2005 war er Mitarbeiter des Zentrums für Politisches Denken, in dem er unter anderem das Programm „Das Verhältnis des Polnischen Staats zu den Polen im Osten“ leitete. Seit 2005 ist er außerordentliches Mitglied des Weltverbands der Soldaten der Armia Krajowa (Polnische Heimatarmee - AK). Er kooperiert mit dem Osteuropa Kollegiums Jan Nowak-Jeziorański in Breslau, seit 2007 als Mitglied des Kollegiums. 
Von 1998 bis 2000 arbeitete Kowal in der Kanzlei des Ministerpräsidenten, dabei leitete er unter anderem die Abteilung im Ressort für Auswärtige Angelegenheiten. In den Jahren 2000 bis 2001 war er Direktor der Abteilung für Internationale Zusammenarbeit und Europäische Integration im Ministerium für Kultur und Nationales Erbe. Von 2001 bis 2003 arbeitete er als Experte für Ostpolitik im Zentrum für Internationale Beziehungen. In den Jahren 2003 bis 2005 war er Direktor des Masowischen Zentrums für Kultur und Kunst. Nach 2003 war er als Experte im Museum des Warschauer Aufstandes und beteiligte sich an der Erstellung des Konzepts dieses Museums. 2005 leitete er das Pressebüro des Stadtpräsidenten von Warschau, Lech Kaczyński. 2011 wurde er am Institut für Politikwissenschaft der Polnischen Akademie der Wissenschaften mit der Arbeit „Polityka ekipy gen. Wojciecha Jaruzelskiego w latach 1986–1989. Próba reformy w systemie władzy“ promoviert. 2019 habilitierte er sich an der Jagiellonen-Universität mit der Arbeit „Testament Prometeusza. Źródła polityki wschodniej III Rzeczypospolitej“. Im selben Jahr wurde er zum Professor an der Polnischen Akademie der Wissenschaften berufen. Zudem wurde er Dozent an der Universität Warschau.
Kowal ist verheiratet und hat vier Kinder.

## Politik
In den Jahren von 2002 bis 2005 war er Vorsitzender des Rats des Warschauer Stadtteils Ochota. Bei den Parlamentswahlen 2005 wurde er für den Wahlkreis Chrzanów über die Liste der Prawo i Sprawiedliwość (PiS) in den Sejm gewählt. Dort war er bis 2006 Vorsitzender der Kommission für Kultur und Stellvertretender Vorsitzender der PiS-Fraktion. Vom 20. Juli 2006 bis zum 22. November 2007 war er Staatssekretär im Außenministerium in der Regierung Jarosław Kaczyńskis. Bei den Sejmwahlen 2007 wurde er für die PiS mit 26.184 Stimmen als Abgeordneter bestätigt. Er war stellvertretender Vorsitzender der PiS-Fraktion und stellvertretender Vorsitzender des Ausschusses für Auswärtige Angelegenheiten.
Bei der Europawahl 2009 wurde er in das Europäische Parlament gewählt, wo er sich wie die übrigen PiS-Abgeordneten der Fraktion Europäische Konservative und Reformisten (ECR) anschloss. Er leitete die Delegation im Ausschuss für parlamentarische Kooperation EU-Ukraine und war Mitglied im Ausschuss für auswärtige Angelegenheiten sowie in dessen Unterausschuss für Sicherheit und Verteidigung.
Zusammen mit drei anderen Europaabgeordneten trat Kowal am 16. November 2010 aus der PiS aus und war an der Gründung der neuen Partei Polska Jest Najważniejsza (PJN, deutsch: Polen ist das Wichtigste) beteiligt. Er blieb jedoch weiterhin Mitglied der ECR-Fraktion. Von 2011 bis 2013 war er Vorsitzender von PJN. Die Partei löste sich schließlich auf, ihre Mitglieder gründeten gemeinsam mit einer Gruppe um den ehemaligen PO-Politiker Jarosław Gowin die Partei Polska Razem. Kowal ist seitdem Vorsitzender des Parteirates. Bei der Europawahl 2014 scheiterte er mit Polska Razem (PR) an der 5-%-Hürde und schied aus dem Europaparlament aus.
Er gehört zu den 89 Personen aus der Europäischen Union, gegen die Russland im Mai 2015 ein Einreiseverbot verhängt hat. Nachdem er 2015 entgegen Absprachen zwischen PR und PiS nicht als Senatskandidat aufgestellt worden war, zog er sich vorübergehend aus der aktiven Politik zurück. Bei der Parlamentswahlen 2019 kehrte er als parteiloser Kandidat im Rahmen des Wahlbündnisses Koalicja Obywatelska (KO) in den Seijm zurück. Bei der Parlamentswahlen 2023 gelang ihm die Wiederwahl. Im Anschluss wurde er Vorsitzender des Auswärtigen Ausschusses.

## Auszeichnungen  und Ehrungen
- Orden Polonia Restituta, Offizier, 2014[14]
- Orden für Verdienst (Portugal), Großkreuz, 2008[15]
- Verdienstorden (Ukraine), Dritte Klasse, 2007[16]
- Gloria-Artis-Silbermedaille für kulturelle Verdienste, 2005[17]